# Байлун
Асансьорът Байлун (на традиционен китайски: 张家界, на опростен китайски: 張家界, на пинин: Bǎi lóng diàntī; буквално „Асансьор на стоте дракона“) е стъклен двуетажен асансьор, построен успоредно до отвесна скала в района Улинюен, в префектура Джандзядзие, Китай. Районът е известен със своите над 3000 кварцитни пясъчникови стълба и върхове, много от които са с височина над 200 метра.
Асансьорът изкачва височината от 326 метра само за 1 минута и 32 секунди, след направени подобрение през 2015 г.  и спестява трудното двучасово катерене до върха. Асансьорът Байлун е признат от Гинес за най-високия открит асансьор в света на 16 юли 2015 г. и се твърди, че е най-бързият пътнически асансьор с най-голяма товароносимост.
Строителството на асансьора започва през октомври 1999 г. и е отворен за обществеността през 2002 г. Вграден е в скалната стена на кварцов пясъчник, като долните 152 метра от асансьора са вградени в планинската стена, а горните 173 метра представляват открита стоманена кула.
Екологичните последици от построяването на асансьора са били обект на дебати и много противоречия, тъй като районът Улинюен е обявен за обект на световното културно наследство на ЮНЕСКО през 2002 г. Строително-монтажните дейности са спрени за 10 месеца през 2002–2003 г., поради опасения за безопасността на съоръжението, тъй като местоположението му се намира в земетръсна зона, а не заради проблеми с околната среда.